# Jarrett Culver
Jarrett Culver (Lubbock, Texas; 20 de febrero de 1999) es un jugador de baloncesto estadounidense que pertenece a la plantilla de los Osceola Magic de la NBA G League. Con 1,98 metros de estatura, ocupa la posición de escolta.

## Trayectoria deportiva

### High School
Jugó en su etapa de instituto en el Coronado High School de su localidad natal, Lubbock, donde en su última temporada promedió 30,0 puntos por partido, liderando además a su equipo en rebotes y asistencias. Al término de su etapa high school recibió ofertas de varias universidades, entre ellas Baylor, Illinois y Texas, eligiendo esta última.

### Universidad
Jugó dos temporadas con los Red Raiders de la Universidad Tecnológica de Texas, en las que promedió 14,9 puntos, 5,6 rebotes, 2,8 asistencias y 1,3 robos de balón por partido. En su temporada sophomore fue elegido Jugador del Año de la Big 12 Conference e incluido en el mejor quinteto de la misma. Fue además incluido en el segundo equipo consensuado All-American.

#### Estadísticas
| Año     | Equipo     | PJ | PT | MPP  | %TC  | %3P  | %TL  | RPP | APP | ROB | TPP | PPP  |
| ------- | ---------- | -- | -- | ---- | ---- | ---- | ---- | --- | --- | --- | --- | ---- |
| 2017–18 | Texas Tech | 37 | 20 | 26.4 | .455 | .382 | .648 | 4.8 | 1.8 | 1.1 | .7  | 11.2 |
| 2018–19 | Texas Tech | 38 | 38 | 32.5 | .461 | .304 | .707 | 6.4 | 3.7 | 1.4 | .6  | 18.5 |
| Total   | Total      | 75 | 58 | 29.5 | .459 | .341 | .687 | 5.6 | 2.8 | 1.3 | .6  | 14.9 |

### Profesional
Fue elegido en la sexta posición del Draft de la NBA de 2019 por los Phoenix Suns, pero fue automáticamente traspasado a Minnesota Timberwolves a cambio de Dario Šarić y la undécima elección del draft.
Tras dos temporadas en Minnesota, el 17 de agosto de 2021, es traspasado a Memphis Grizzlies junto a Juancho Hernangómez a cambio de Patrick Beverley. En septiembre de 2022 firmó un nuevo contrato con los Atlanta Hawks.
El 13 de septiembre de 2022 firmó un contrato dual con los Atlanta Hawks y su filial en la G League, los College Park Skyhawks. Tras disputar diez partidos con el primer equipo, en los que promedió 4,4 puntos y 3,8 rebotes, el 14 de enero de 2023 fue despedido por los Hawks. El 26 de enero fue traspasado de College Park a los Rio Grande Valley Vipers.
El 11 de septiembre de 2024 firmó con los Orlando Magic, pero fue cortado dos días antes del comienzo de la temporada. Una semana más tarde se incorporó a su filial, los Osceola Magic.

## Estadísticas de su carrera en la NBA

### Temporada regular
| Año     | Equipo    | PJ  | PT | MPP  | %TC  | %3P  | %TL  | RPP | APP | ROB | TPP | PPP |
| ------- | --------- | --- | -- | ---- | ---- | ---- | ---- | --- | --- | --- | --- | --- |
| 2019-20 | Minnesota | 63  | 35 | 23.9 | .404 | .299 | .462 | 3.4 | 1.7 | .9  | .6  | 9.2 |
| 2020-21 | Minnesota | 35  | 7  | 14.7 | .411 | .245 | .604 | 3.1 | .7  | .5  | .3  | 5.3 |
| 2021-22 | Memphis   | 37  | 0  | 9.1  | .378 | .255 | .471 | 1.3 | .9  | .5  | .1  | 3.5 |
| Total   | Total     | 134 | 42 | 17.5 | .401 | .283 | .497 | 2.7 | 1.2 | .7  | .4  | 6.6 |

### Playoffs
| Año   | Equipo  | PJ | PT | MPP | %TC  | %3P  | %TL  | RPP | APP | ROB | TPP | PPP |
| ----- | ------- | -- | -- | --- | ---- | ---- | ---- | --- | --- | --- | --- | --- |
| 2022  | Memphis | 3  | 0  | 7.3 | .300 | .000 | .500 | 2.3 | .3  | .7  | .0  | 2.3 |
| Total | Total   | 3  | 0  | 7.3 | .300 | .000 | .500 | 2.3 | .3  | .7  | .0  | 2.3 |